# لکلر (ملکان)
لکلر یکی از روستاهای استان آذربایجان شرقی است که در دهستان گاودول مرکزی بخش مرکزی شهرستان ملکان واقع شده است.
لک در ترکی بمعنای زمین مسطح برای کشت سبزیجات و سیفی جات می‌باشد. «لرlər علامت جمع در ترکی هست»
روستای لکلر بزرگ‌ترین روستای شهرستان ملکان با جمعیتی حدود ۵ هزار نفراز لحاظ جمعیتی و جغرافیایی است شغل عمده مردم این روستا باغداری (انگور) و کشت گوجه و پیاز بوده ومحصولات خود را سالانه با احداث دفاتر خرید و فروش به سایر استانهای کشور صادر می‌کنند. در فصل برداشت گوجه فرنگی روزانه حدود ۳۰۰ تن گوجه فرنگی از این روستا برداشت می‌شود. هم‌اکنون بزرگ‌ترین شهرک گلخانه‌ای کشور با مساحتی حدود ۴۰ هکتار در این روستا احداث می‌شود؛ که برآورد می‌شود در این شهرک ۴۰۰ نفر مهندس کشاورزی مشغول به کار شوند. فاصله این روستا با شهر ملکان ۴ کیلومتر می‌باشد.
لکلر یکی از قطب‌های مهم کشاورزی و صنعتی در سطح شهرستان ملکان می‌باشد و در تولید انگور و گوجه فرنگی و پیاز و همچنین دامداری و همچنین تولید لوله و اتصالات الیافی و سیمانی فعالیت عمده ای دارد؛ بطوری که در تولید گوجه فرنگی و همچنین اتصالات ساختمانی در سطح شمال غرب کشور مطرح هست.

## فرودگاه
روستای لکلر از زمان حکومت شاهنشاهی تا الان دارای یک فرودگاه متروکه است، زیرا این روستا از زمان‌های قدیم منطقه ای نظامی بوده؛ حتی در زمان جنگ جهانی دوم چند بار برای بمباران کردن این روستا عملیاتی انجام شد.

## همسایگی
این روستا از شمال با روستای تازه قلعه، از غرب با روستای قرمز خلیفه، از جنوب با روستای ملاسراب و در شرق با شهرستان ملکان همسایه است.

## مدارس
این روستا دارای ۳ مدرسه می‌باشد.
دو تا مدرسه دخترانه و یکی مدرسه پسرانه

## سالن ورزشی
این روستا دارای یک ورزشگاه می‌باشد که در بخش شمال غربی آن واقع شده است.

## پایگاه
این روستا دارای یک پایگاه نظامی (بسیج) می‌باشد که در بخش مرکزی آن و در نزدیک آرامگاه این روستا می‌باشد. محل این پایگاه، محل درمانگاه زمان قدیم این روستا است.

## آرامگاه
این روستا دارای یک آرامگاه در بخش مرکزی است که از دو قسمت تشکیل شده است که یکی از این بخش‌ها برای دفن کردن فوتی‌های آینده نگهداری شده است.
طبق گفته‌ها از این مکان، جمجمه‌های انسان کشف شده است.

## فعالان حوزه فناوری
در میان شهروندان این روستا نوجوانان و جوانانی هستند که هر شخص برای خود در حرفه ای مشغول است. برای مثال یکی در حرفه دیزاین (فوتوشاپ)، یکی در حوزه برنامه‌نویسی و طراحی سایت‌های انترنتی و….
اولین و برترین برنامه‌نویس این روستا، تاکنون بیش از ۱۰ وبسایت را طراحی کرده و برای خودش نزدیک به ۵ وبسایت را ساخته و مالک آنها است. همچنین این فرد یک رمز ارز (توکن) طراحی کرده است و سعی بر این دارد که سهم بیشتر معاملات و داد و ستدهای این روستا با این رمز ارز صورت گیرد.